# Α-氰基-4-羟基肉桂酸
α-氰基-4-羟基肉桂酸（英語：α-Cyano-4-hydroxycinnamic acid，缩写CHCA或HCCA）是一种含氮有机化合物，分子式C10H7NO3，属于苯丙素中肉桂酸的衍生物，用于基质辅助激光解吸/电离（MALDI）质谱分析。